# Pál Pusztai
Pál Pusztai (węg. [ˈPustai ˈpaːl]), ur. 4 września 1919, zm.  11 września 1970 - był węgierskim grafikiem i rysownikiem komiksów. Jego najbardziej znanym dziełem jest cykl komiksów „Jucika”, który zyskał dużą popularność w Internecie w 2 dekadzie XXI wieku.

## Kariera
Pusztai rozpoczął pracę jako pracownik Węgierskich Kolei Państwowych, gdzie wykonywał  plakaty. Później rozpoczął prace w branży reklamowej. W 1955 roku opublikował swoje pierwsze prace komiksowe w czasopismach. Jego wyraziste kompozycje, z wyrazistym stylem rysowania uczyniły go jednym z najbardziej rozpoznawalnych węgierskich artystów tego gatunku. Od 1959 roku pracował jako stały współpracownik magazynu satyrycznego Ludas Matyi. Tam stworzył m.in. serię kreskówek o tematyce wojskowej Iván és Joe  - dwoma żołnierzami, radzieckim i amerykańskim (Iwan był przedstawiany jako mądrzejszy z nich).
Jego najdłużej drukowanym serialem komiksowym (1957–1970) była Jucika -  przedstawiający młodą, niezależną kobietę w różnych, często frywolnych okolicznościach. Jego karykatury były publikowane w międzynarodowych publikacjach oraz prezentowane na międzynarodowych wystawach i biennale, zyskując uznanie na całym świecie. Jako współpracownik zewnętrzny współpracował z kilkoma magazynami - m.in. Workers 'Magazine, Country-World, Women's Magazine, Illustrated Hungary i Füles. Wykonywał także rysunki reklamowe, pocztówki (seria wojskowych pocztówek z kreskówek), kalendarze kartkowe, projektował plakaty edukacyjne i filmowe. Podpisywał się jako Pusztai. Autor zmarł nagle w 1970 w Jugosławii na atak serca. 

## Pośmiertna popularność
Pierwotnie mało znany, głównie ograniczony do węgierskiej kultury popularnej z lat 60. XX wieku komiks Jucika  wzbudził zainteresowanie i uzyskał międzynarodowe uznanie pod koniec 2010 roku na wielu portalach graficznych i Twitterze. Popularność komiksu w Internecie zainspirowała powstanie booru w listopadzie 2019 roku, aby zarchiwizować rysunki autora.

## Twórczość
- Mészáros Ferenc: Félelem nélkül (1956)
- Paprika (London, 1959)
- Fehér Klára: Szerencsés történetek (1960)
- Pusztai Pál rajzai (1963)
- Mikes György: Az oroszlánok négy órakor mennek el hazulról... (1965)
- Vonalparádé (1966)
- Földes György-Pusztai Pál: Ne tessék mérgelődni (1967)
- Tabi László: Tücsök és bogár (1967)
- Tabi László: Csak viccel a bácsi (1968)
- Tabi László: Daliás idők (1969)
- Micsoda város (1998)